# Serra del Cavall
La serra del Cavall és una alineació muntanyenca situada a l'entorn de Petrer, a la comarca del Vinalopó Mitjà, al País Valencià. L'Alt del Cavall o la Patada del Cavall marca el seu cim, amb un vèrtex geodèsic situat a 934 metres d'altitud.
S'estén de nord-est a sud-oest, com les serres del domini bètic al qual pertany, i es prolonga cap al nord-est amb la serra de Castalla entre els complexos contraforts de la serra de l’Arguenya i els del Maigmó, enllaçant amb la serra del Sit.
Aquest indret està dins dels límits del Paisatge Protegit de les serres del Maigmó i el Sit.